# Nguyễn Hồng Nam
Nguyễn Hồng Nam (sinh năm 1968) là thẩm phán cao cấp người Việt Nam. Ông hiện là Thẩm phán Tòa án nhân dân tối cao. Ông từng là Phó Vụ trưởng Vụ Giám đốc kiểm tra 2 Tòa án nhân dân tối cao Việt Nam, Phó Chánh án Tòa án nhân dân cấp cao tại Hà Nội, Chánh án Tòa án nhân dân tỉnh Sơn La

## Tiểu sử
Nguyễn Hồng Nam sinh năm 1968.
Ông từng là Phó Vụ trưởng Vụ Giám đốc kiểm tra 2 Tòa án nhân dân tối cao Việt Nam.
Ngày 17 tháng 4 năm 2018, Nguyễn Hồng Nam, Vụ trưởng Vụ giám đốc kiểm tra  2 TANDTC được Chủ tịch nước Việt Nam Trần Đại Quang bổ nhiệm chức danh Thẩm phán cao cấp.
Ngày 19 tháng 4 năm 2018, ông được trao quyết định bổ nhiệm giữ chức vụ Chánh án Tòa án nhân dân tỉnh Sơn La thay cho Nguyễn Ngọc Vân được điều động, bổ nhiệm giữ chức vụ Phó Chánh án Tòa án nhân dân cấp cao tại Hà Nội.
Ngày 30 tháng 7 năm 2021, ông được trao quyết định bổ nhiệm giữ chức vụ Phó Chánh án Tòa án nhân dân cấp cao tại Hà Nội.
Ngày 24 tháng 6 năm 2023, ông được bổ nhiệm giữ chức vụ Thẩm phán Tòa án nhân dân tối cao